# ホセ・バッソ
ホセ・バッソ（José Basso, 1919年1月30日 - 1993年8月14日）は、タンゴの楽団代表、作曲家、ピアニストとして活躍したアルゼンチンの音楽家。

## 生涯
1919年1月30日に、ブエノスアイレスに生まれる。1936年、エミリオ・イ・ホセ・デ・カロ楽団で、デビューする。その後、様々な楽団を転々するが、1943年より1947年まで、アニバル・トロイロ楽団でピアニストとして活躍、一斉を風靡する。1947年、ホセ・バッソ自身が代表を務める楽団を結成する。1970年に日本公演を実現する。1993年8月14日に死去する。
YouTubeで、ホセ・バッソ楽団の演奏が、いくつか、アップロードされている。民音タンゴ・シリーズの記念すべき第一号公演は、ホセ・バッソであった。録音技術を使った編集行為を行っており、バンドネオンのトリルが倍の速度で収録されているものがあることから、テープの早回しを使ったと推測されている。典型例にPepe y su Cuarteto Locoと共演した「El entrerriano」「Canaro en Paris」などがある。